# Elena Paunero Ruiz
Elena Paunero Ruiz (Valladolid, 21 de septiembre de 1906 - Madrid, 9 de marzo de 2009) fue una botánica, agrostóloga,  conservadora de museo y micóloga española.

## Trayectoria
Elena Paunero Ruiz nació en Valladolid. Se educó y formó en Madrid, obteniendo el bachillerato en el Instituto de Enseñanza Secundaria San Isidro (IES San Isidro). Ingresó en la Real Sociedad Española de Historia Natural en 1926, a la edad de 20 años. En 1926 se licencia en la Facultad de Ciencias Naturales con sobresaliente y premio extraordinario.
, tras haber realizado unas estancia de estudios en Francia. Se doctoró con premio extraordinario en la Universidad de Madrid en 1929, donde escribió su tesis sobre los Micromicetos que forman moho de los cultivos.
Paunero realizó experimentos relativos a la germinación de las esporas de los hongos Erisifales, fruto de cuyo estudio publicó sus investigaciones en el Boletín de la Real Academia de Historia Natural, en 1927. Ese año, se incorporó a la sección de fitografía del Real Jardín Botánico de Madrid. Como conservadora, se dedicó al estudio de las gramíneas autóctonas españolas. En 1948 creó el laboratorio de agrostología, del que llegó a ser jefa. También impartió clases en la Universidad de Madrid desde 1940 sobre fitografía y geografía botánica y también, de 1941 a 1949, sobre ecología vegetal. En 1962, Ruiz pasó a dirigir la Sección de Herbario del Jardín Botánico.
Tras un cambio de director en el Jardín Botánico, Ruiz (que estaba muy unida al anterior director y era considerada su "mano derecha") se sintió cada vez más incómoda con los cambios realizados en el jardín. Esto la motivó a jubilarse anticipadamente.
Se casó en Madrid con Clemente Sanz Rubert, de la alta burguesía, Al fallecer su marido en 1940, en accidente de automóvil, heredó su fortuna, lo que posibilitó su dedicación a las investigaciones botánicas.
Ejemplo de su taxonomía publicada: Aspergillus caballeroi (1933)

## Algunas publicaciones
- elena paunero Ruiz. Las especies del género ''Trisetaria'' Forsk. Anales del Jardín Botánico de Madrid[5]

### Libros
- elena paunero Ruiz. 1957. Las andropogoneas españolas

- -------------------------. 1956. Las aveneas españolas

- -------------------------. 1953. Las agrostideas españolas

## Honores

### Epónimos
- (Asteraceae) Centaurea pauneroi Talavera & J.Muñoz[6]

- (Poaceae) Festuca pauneroi Cebolla, López Rodr. & Rivas Ponce[7]

- (Poaceae) Hainardiopholis × pauneroi Castrov.[8]

- (Poaceae) Koeleria pauneroi Ujhelyi[9]

- (Poaceae) Schedonorus pauneroi (Cebolla, López Rodr. & Rivas Ponce) H.Scholz[10]

- (Poaceae) Stipa pauneroana (Martinovský) F.M.Vázquez & Devesa[11]